# 1276
Năm 1276 là một năm trong lịch Julius.

## Sinh
Trần Anh Tông vừa thứ tư triều Trần